# Иванковцы (Городокский район)
Ива́нковцы (укр. Іванківці) — село Хмельницком районе Хмельницкой области Украины. До 17 июля 2020 года входило в Городокский район. Основано в XIV веке.
Население по переписи 2016 года составляло 1542 человека. Почтовый индекс — 32037. Телефонный код — 3251. Занимает площадь 4,325 км². Код КОАТУУ — 6821282501.

## Местный совет
32037, Хмельницкая обл., Хмельницкий р-н, с. Иванковцы, ул. В. Слободяна

## Известные люди
- Иван Семёнович Великанов — Герой Социалистического Труда.

## Галерея

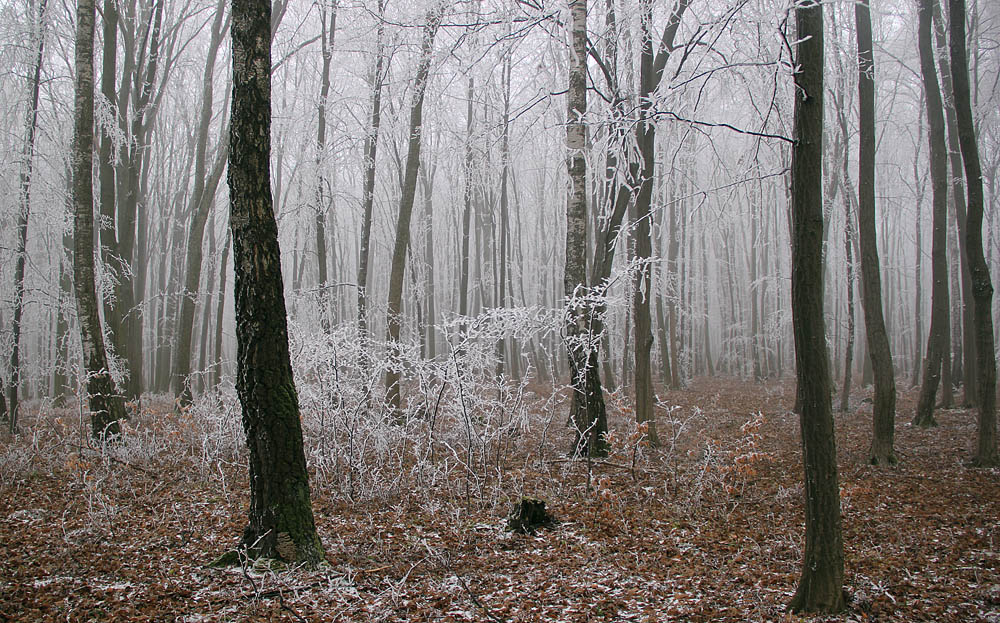
Иванковецкий ландшафтный заказник
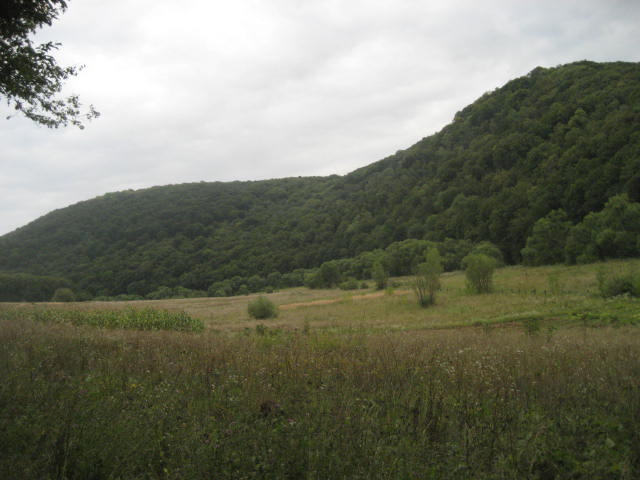
Иванковецкий ландшафтный заказник
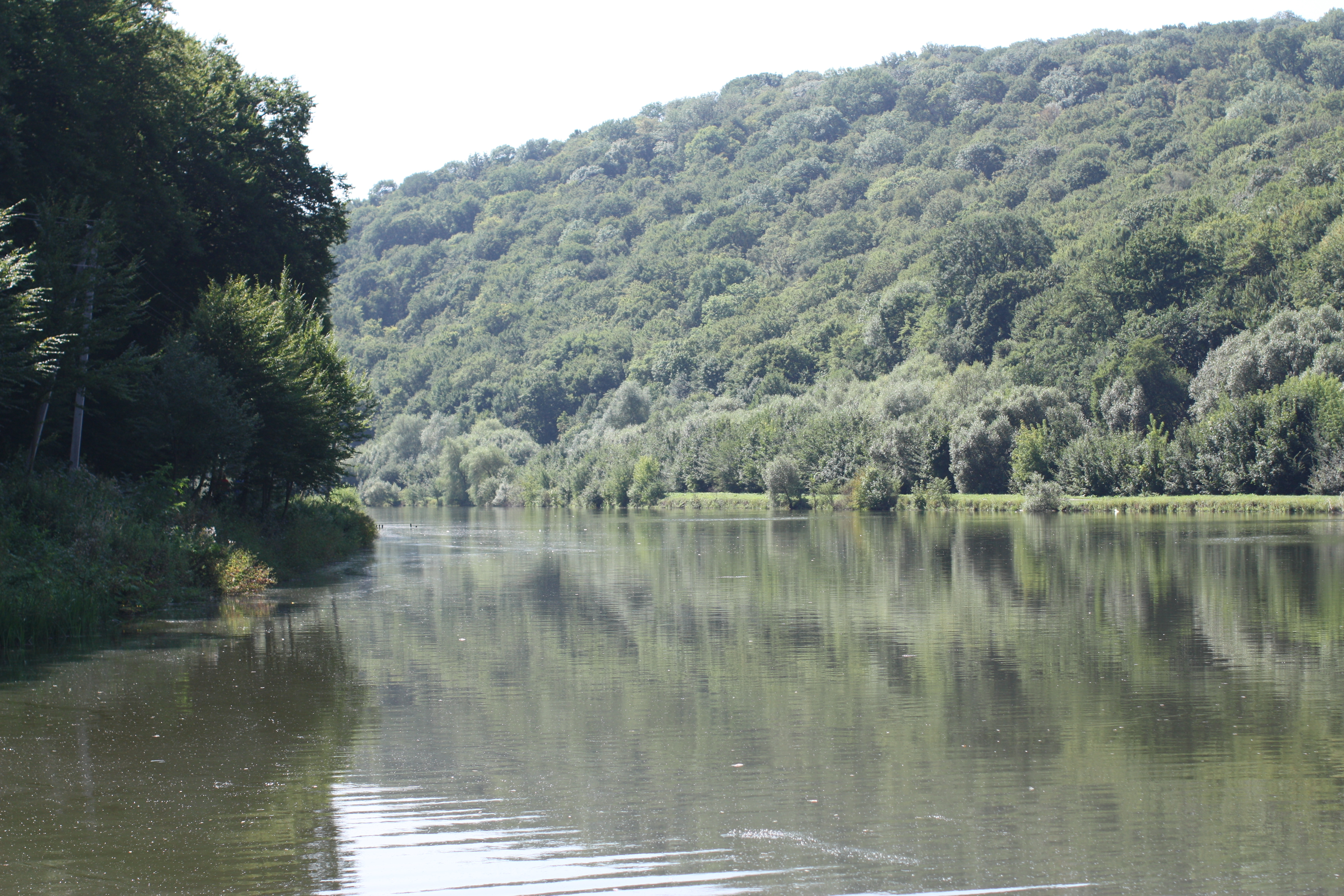
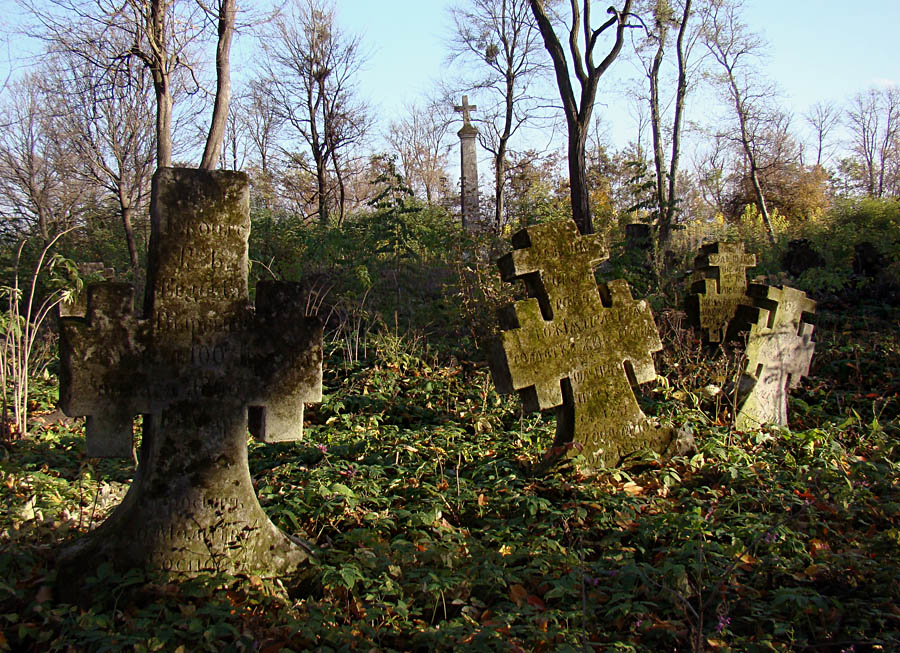
Старое кладбище